# Еден Шамір
Еден Шамір (івр. עדן שמיר, нар. 25 червня 1995, Кір'ят-Моцкін) — ізраїльський футболіст, півзахисник клубу «Бней Сахнін» та національної збірної Ізраїлю.

## Клубна кар'єра
Народився 25 червня 1995 року в місті Кір'ят-Моцкін. Вихованець футбольної школи клубу «Хапоель» (Кір'ят-Шмона). Дорослу футбольну кар'єру розпочав 2013 року в основній команді того ж клубу, в якій провів шість сезонів, взявши участь у 122 матчах чемпіонату. Більшість часу, проведеного у складі кір'ят-шмонського «Хапоеля», був основним гравцем команди і цим клубом він виграв Кубок Ізраїлю 2014 року, вийшовши на поле на заміну на 118-й хвилині фіналі проти «Маккабі» (Нетанія). Рік потому, у Суперкубку Ізраїлю проти «Маккабі» (Тель-Авів) Шамір вийшов у стартовому складі та реалізував свій післяматчевий пенальті, допомігши команді здобутим і цей трофей. У 2018 році він став капітаном клубу.
У червні 2019 року Шамір підписав чотирисезонний контракт з «Хапоелем» (Беер-Шева), але вже у січні наступного року відправився за кордон, підписавши 3,5-річний контракт з бельгійським «Стандардом» (Льєж), який заплатив за гравця 1,8 мільйона євро. Втім. з кордоном Еден закріпитись не зумів, тому у сезоні 2021/22 грав на правах оренди за «Маккабі» (Тель-Авів), а після початку сезону у складі «Стандарда» у вересні 2022 року Шамір повноцінно повернувся до Ізраїлю, підписавши трирічний контракт з «Хапоелем» (Беер-Шева), де провів два роки.
У сезоні 2024/25 Шамір виступав за «Маккабі» (Петах-Тіква) і відіграв за команду з Петах-Тікви 28 матчів в національному чемпіонаті, після чого у липні 2025 року він підписав контракт з клубом «Бней Сахнін».

## Виступи за збірні
Шамір грав за всі юнацькі команди Ізраїлю всіх вікових груп, починаючи від збірної до 16 років, а 2015 року провів свій єдиний матч за молодіжну збірну до 21 року.
8 червня 2024 року дебютував в офіційних іграх у складі національної збірної Ізраїлю в товариському матчі проти Угорщини (0:3). Шамір вийшов в основі, але вже на 30 хвилині був замінений на Роея Гордану.

## Статистика виступів

### Статистика клубних виступів
Статистика оновлена станом на 16 січня 2020 року.
| Сезон                              | Команда                            | Чемпіонат                          | Чемпіонат | Чемпіонат | Національний кубок | Національний кубок | Національний кубок | Континентальні кубки | Континентальні кубки | Континентальні кубки | Інші змагання | Інші змагання | Інші змагання | Усього | Усього | Усього |
| Сезон                              | Команда                            | Ліга                               | Ігор      | Голів     | Ліга               | Ігор               | Голів              | Ліга                 | Ігор                 | Голів                | Ліга          | Ігор          | Голів         | Ігор   | Голів  |        |
| ---------------------------------- | ---------------------------------- | ---------------------------------- | --------- | --------- | ------------------ | ------------------ | ------------------ | -------------------- | -------------------- | -------------------- | ------------- | ------------- | ------------- | ------ | ------ | ------ |
| 2013–14                            | «Хапоель» (Кір'ят-Шмона)           | ПЛ                                 | 12        | 0         | КІ                 | 2                  | 0                  |                      | -                    | -                    |               | -             | -             | 14     | 0      |        |
| 2014–15                            | «Хапоель» (Кір'ят-Шмона)           | ПЛ                                 | 6         | 0         | КІ+КТ              | 0+1                | 0                  | ЛЄ                   | 0                    | 0                    |               | -             | -             | 7      | 0      |        |
| 2015–16                            | «Хапоель» (Кір'ят-Шмона)           | ПЛ                                 | 32        | 3         | КІ+КТ              | 0+7                | 0                  | ЛЄ                   | 1                    | 0                    | СІ            | 1             | 0             | 41     | 3      |        |
| 2016–17                            | «Хапоель» (Кір'ят-Шмона)           | ПЛ                                 | 24        | 2         | КІ+КТ              | 4+8                | 0                  |                      | -                    | -                    |               | -             | -             | 36     | 2      |        |
| 2017–18                            | «Хапоель» (Кір'ят-Шмона)           | ПЛ                                 | 16        | 2         | КІ+КТ              | 3+5                | 1+0                |                      | -                    | -                    |               | -             | -             | 24     | 3      |        |
| 2018–19                            | «Хапоель» (Кір'ят-Шмона)           | ПЛ                                 | 32        | 5         | КІ+КТ              | 1+4                | 1+0                |                      | -                    | -                    |               | -             | -             | 37     | 6      |        |
| Усього за «Хапоель» (Кір'ят-Шмона) | Усього за «Хапоель» (Кір'ят-Шмона) | Усього за «Хапоель» (Кір'ят-Шмона) | 122       | 12        |                    | 35                 | 2                  |                      | 1                    | 0                    |               | 1             | 0             | 159    | 14     |        |
| 2019–20                            | «Хапоель» (Беер-Шева)              | ПЛ                                 | 17        | 1         | КІ+КТ              | 0                  | 0                  | ЛЄ                   | 8                    | 2                    |               | -             | -             | 25     | 3      |        |
| Усього за кар'єру                  | Усього за кар'єру                  | Усього за кар'єру                  | 139       | 13        |                    | 35                 | 2                  |                      | 9                    | 2                    |               | 1             | 0             | 184    | 17     |        |

## Досягнення
- Володар Кубка Ізраїлю: 2013/14
- Володар Суперкубка Ізраїлю: 2015